# NGC 7566
NGC 7566 est une galaxie spirale barrée  située dans la constellation des Poissons. Sa vitesse par rapport au fond diffus cosmologique est de 7 593 ± 34 km/s, ce qui correspond à une distance de Hubble de 112,0 ± 7,9 Mpc (∼365 millions d'al). NGC 7566 a été découverte par l'astronome américain William Herschel en 1784.
L'image réalisée avec les données du relevé SDSS est plutôt floue, mais on devine la présence d'une barre au centre de la galaxie, barre qui est rapporté par Yuichi et ses collègues dans un article publié en 2015, mais aussi par un autre article publié en 2003.
Selon les bases de données Simbad et NASA/IPAC, NGC 7566 est une galaxie active de type Seyfert 2 ,. Sur la base du diagramme BPT (du nom des créateurs Baldwin, Phillips & Terlevich) et des émissions Hα, NGC 7566 est considérée comme une galaxie fortement active. La base de données NASA/IPAC rapporte aussi que NGC 7566 présente une large raie HI.
À ce jour, trois mesures non basées sur le décalage vers le rouge (redshift) donnent une distance de 98,733 ± 1,301 Mpc (∼322 millions d'al), ce qui est à légèrement à l'extérieur des valeurs de la distance de Hubble. Notons cependant que c'est avec la valeur moyenne des mesures indépendantes, lorsqu'elles existent, que la base de données NASA/IPAC calcule le diamètre d'une galaxie et qu'en conséquence le diamètre de NGC 7566 pourrait être d'environ 47,1 kpc (∼154 000 al) si on utilisait la distance de Hubble pour le calculer.

## Paire de galaxies?
La distance de Hubble de la galaxie LEDA 1094906 qui se trouve à proximité de NGC 7566 sur la sphère céleste est égale à 106,9 ± 7,5 Mpc (∼349 millions d'al). En raison des incertitudes de ces valeurs, il est donc possible que ces deux galaxies forment une paire réelle, mais ce fait n'est rapporté dans aucune des sources consultées.